# 한국특허정보원
한국특허정보원(韓國特許情報院, Korea Institute of Patent Information)은 1995년 7월 설립된 특허청 산하 종합 특허기술정보 서비스 전문기관으로 대전광역시 서구 둔산서로 137, 5층 (둔산동, KDB빌딩)에 위치한 본원과 서울특별시 강남구 테헤란로 131, 7층(역삼동, 한국지식재산센터 BM특허 전자상거래시스템)에 위치한 서울지원을 운영 중에 있다.

## 주요업무
- 특허정보와 관련한 연구·기획
- 한국특허정보의 보급
- 국가연구개발사업을 위한 특허정보 조사
- 국내·외 특허정보 수집, 처리, 가공
- 특허문서전자화센터, 데이터관리센터 및 특허고객콜센터 운영
- 대민 특허정보조사 서비스
- 특허청 선행기술 및 상표 조사
- 국제특허분류(IPC) 부여

## 연혁
- 1995년 7월 특허기술정보센터 설립 (발명진흥법 제21조)
- 2001년 12월 (재)한국특허정보원으로 독립 법인화 (민법 제32조)
- 2007년 4월 「공공기관의 운영에 관한 법률」에 의한 ‘기타공공기관’으로 지정
- 2011년 7월 재단법인 한국특허정보원 부설기관 특허정보진흥센터 설치
- 2014년 4월 서울지원 설치
- 2015년 11월 산업재산권 정보화 전문기관 지정(발명진흥법 제20조의3)

## 조직

### 이사회
- [부설] 특허정보진흥센터

### 전략기획실
- 경영기획팀
- 정보화기획팀
- 운영지원팀

### 정보진흥본부
- IP정보확산팀
- 국제사업팀
- IP가공팀
- IP인프라팀
- R&D센터

### 특허넷운영사업단
- 데이터관리팀
- 특허넷기반팀
- 특허넷응용팀
- 검색서비스팀
- 특허고객지원팀

## 주요사업

### 지식재산정보 활용촉진
- 지식재산정보 검색서비스 제공
- 국내외 지식재산권 데이터베이스 구축
- 지식재산 통계서비스 제공
- 번역서비스 제공

### 지식재산정보산업 육성 지원
- 지식재산정보 활용서비스 제공
- 유관기관 IP정보시스템 통합 운영관리
- 인공지능 정보화 R&D
- 지식재산 정보화 국제협력
- 국제특허정보박람회

### 특허행정 정보화 및 업무지원
- 특허넷 시스템 운영
- 특허고객 상담서비스 제공